# Alexis Chantraine
Joseph Dieudonné Alexis Chantraine, dit Alexis Chantraine, né le 16 mars 1901 à Bressoux en Belgique et mort le 24 avril 1987, est un footballeur international belge.
Arrière latéral droit du Royal FC Liegeois où il a joué 368 matches, il  a été présélectionné pour la première Coupe du monde en 1930, mais n'a pas joué.